# نوبوهیرو مادا
نوبوهیرو مادا (انگلیسی: Nobuhiro Maeda؛ زادهٔ ۳ ژوئن ۱۹۷۳) بازیکن فوتبال اهل ژاپن است.
از باشگاه‌هایی که در آن بازی کرده‌است می‌توان به باشگاه فوتبال ویسل کوبه، باشگاه فوتبال شیمیزو اس-پالس، باشگاه فوتبال توکیو وردی، و باشگاه فوتبال آلبیرکس نیگاتا اشاره کرد.